# François Mongin de Montrol
François Mongin de Montrol est un écrivain et homme politique français né le 17 août 1799 à Langres (Haute-Marne) et décédé le 18 juin 1862 à Paris.

## Biographie
Étudiant en droit à Paris, il écrit dans la presse libérale sous la Restauration. 
Il édite et annote les mémoires de Jacques Pierre Brissot. 
Il est possesseur, depuis 1829, des archives de la Société des amis des Noirs qu'il a achetées au fils de Jacques Pierre Brissot. En décembre 1834, il fait partie des fondateurs de la Société française pour l'abolition de l'esclavage.
En 1830, il participe activement aux journées de juillet et il devient cette année sous-préfet des Basses-Alpes, puis de la Haute-Marne. Il reprend ensuite ses activités littéraires, écrivant plusieurs ouvrages d'histoire. 
Il épouse le 27 juin 1831 à Chaumont Marie Clémentine Amélie Toupot de Béveaux, fille de Henri Simon Toupot de Bévaux, député de la Haute-Marne. Leur fils Henry Mongin de Montrol sera conseiller général de Haute-Marne.  
Commissaire du gouvernement dans la Haute-Marne en 1848, François est député de la Haute-Marne de 1848 à 1849, siégeant au centre-droit.

## Œuvres
- 1825 Histoire de l'émigration (1786-1825).
- 1827 Relation des événemens qui ont précédé et suivi le licenciement de la garde nationale de Paris [lire en ligne].
- 1826 Résumé de l'histoire de la Champagne, depuis les premiers temps de la Gaule jusqu'à nos jours [lire en ligne]
- 1829 Annuaire anecdotique ou Souvenirs contemporains [lire en ligne].
- 1829 Elvire histoire du temps des Arabes d'Espagne.
- 1829 Notice sur le Comte de Montlosier [lire en ligne]
- 1830-1832 Mémoires de Brissot... sur ses contemporains, et la révolution française ; publ. par son fils ; notes et éclaircissemens hist. par M.F. de Montrol (Vol I (1830)[lire en ligne] ; Vol II (1830) [lire en ligne] ; Vol III (1832) [lire en ligne] ; Vol. IV (1832)[lire en ligne].)
- 1835 Des colonies anglaises depuis l'émancipation des esclaves et de l'influence de cette émancipation sur les colonies françaises.
- 1835 Analyse de la discussion de la Chambre des députés et de la Chambre des pairs relative à l'émancipation des esclaves.
- 1837 Analyse de la discussion de la Chambre des Députés relative à la proposition de M. Passy sur l'émancipation des enfans et le rachat des esclaves dans les colonies françaises